# 郢州 (刘宋)
郢州，南朝劉宋孝建元年（454年）分荊州之江夏、竟陵、隨、武陵、天門5郡，湘州之巴陵郡，江州之武昌郡，豫州之西陽僑郡設置，州治夏口（今湖北省武漢市武昌）。齊、梁、陳因之，轄域日益縮小。隋朝開皇九年（589年）滅陳，改為鄂州。

## 行政區劃

### 劉宋
江夏郡
- 治夏口（今湖北省武漢市武昌）。
  - 下轄領縣：惠懷縣、沌陽縣、灄陽縣、孝昌縣（454年設置）、沙陽縣（舊屬武昌郡，宋初隸之）、蒲圻縣（舊屬武昌郡，宋初隸之）及汝南僑縣

安陸郡
- 孝建元年（454年）分江夏郡設置，元徽四年（475年）改隸司州。治安陸（今湖北省安陸市）。
  - 下轄領縣：安陸縣、曲陵縣（469年省入安陸縣）、應城縣（分安陸縣置）、安蠻縣（原為安蠻左郡，463年來隸，後又短暫設郡，宋末復歸）

竟陵郡
- 治石城（今湖北省鍾祥市）。
  - 下轄領縣：雲杜縣、竟陵縣、新市縣、霄城縣、新陽縣、萇壽縣（470年置縣）

隨郡
- 元徽四年（475年）改隸司州。治隨（今湖北省隨州市）。
  - 下轄領縣：隨縣、永陽縣（劉宋時置縣）、闕西縣（宋末置縣）、西平林縣（宋末置縣）

武陵郡
- 治臨沅（今湖南省常德市）。
  - 下轄領縣：臨沅縣、龍陽縣、漢壽縣、沅南縣、遷陵縣、舞陽縣、酉陽縣、黚陽縣、沅陵縣、辰陽縣

天門郡
- 治澧陽（今湖南省石門縣）。
  - 下轄領縣：澧陽縣、臨澧縣、零陽縣、漊中縣

巴陵郡
- 治巴陵（今湖南省岳陽市）。
  - 下轄領縣：巴陵縣、下雋縣、監利縣、州陵縣、綏安縣（467年省）

武昌郡
- 治武昌（今湖北省鄂州市鄂城區西）。
  - 下轄領縣：武昌縣、鄂縣、陽新縣

義陽郡
- 舊屬荊州，泰始五年（469年）度郢州，元徽四年（475年）改隸司州。治平陽（今河南省信陽市）。
  - 下轄領縣：平陽縣、義陽縣、鄳縣、鍾武縣、寶城縣、平春縣、環水縣

西陽僑郡
- 僑寄西陽（今湖北省黃冈市東）。
  - 下轄領縣：西陵縣、蘄水左縣、東安縣（原稱東安左縣）、希水左縣、建寧左縣（舊屬建寧左縣）、陽城左縣（舊屬建寧左縣）、赤亭左縣、彭波左縣、蘄陽縣及西陽僑縣、義安僑縣、孝寧僑縣、弋陽僑縣。

建寧左郡
- 大明八年（463年）廢郡併入西陽僑郡。治建寧左縣（今湖北省麻城市西南）。
  - 下轄領縣：建寧左縣、陽城左縣

安蠻左郡
- 大明八年（463年）廢郡為安蠻縣，併入安陸郡。泰始初又立為郡，宋末省。治所不明。
  - 下轄領縣：無考

### 南齊
南朝齊郢州，下領江夏郡、竟陵郡、武陵郡、巴陵郡、武昌郡、西陽郡、齊興郡、方城左郡、北新陽郡、義安左郡、南新陽左郡、北遂安左郡、新平左郡、宜人左郡、建安左郡。
江夏郡
- 治夏口城（今湖北省武漢市武昌）。
  - 下轄領縣：沙陽縣、蒲圻縣、灄陽縣、沌陽縣、惠懷縣、孝昌縣（齊時改隸司州南義陽郡）及汝南僑縣

竟陵郡
- 治萇壽（今湖北省鍾祥市）。
  - 下轄領縣：萇壽縣、竟陵縣、雲杜縣、霄城縣、新市縣、新陽縣

武陵郡
- 治臨沅（今湖南省常德市）。
  - 下轄領縣：臨沅縣、沅陵縣、零陵縣（南齊置）、辰陽縣、酉陽縣、沅南縣、漢壽縣、龍陽縣、舞陽縣、黚陽縣、遷陵縣（南齊時廢）

巴陵郡
- 治巴陵（今湖南省岳陽市）。
  - 下轄領縣：巴陵縣、下雋縣、州陵縣、監利縣

武昌郡
- 治武昌（今湖北省鄂州市鄂城區）。
  - 下轄領縣：武昌縣、鄂縣、陽新縣、真陽縣（南齊置）

西陽僑郡
- 僑寄西陽（今湖北省黃岡市東南）。
  - 下轄領縣：西陵縣、蘄水縣、義安左縣（原為義安僑縣，南齊置左縣）、希水左縣、東安左縣、蘄陽左縣及西陽僑縣、期思僑縣、孝寧僑縣。

齊興郡
- 永明三年（485年）置郡。治上蔡（今湖北省鍾祥市北）。
  - 下轄領縣：綏懷縣、齊康縣、茸波縣、綏平縣、齊寧縣及上蔡僑縣

方城左郡
- 南齊時置。治所不明。
  - 下轄領縣：城陽縣、歸義縣

北新陽郡
- 南齊時置。治所不明。
  - 下轄領縣：西新陽縣、安吉縣、長寧縣

義安左郡
- 南齊時置。治所不明。
  - 下轄領縣：綏安縣

南新陽左郡
- 南齊時置。治所不明。
  - 下轄領縣：南新陽縣、新興縣、北新陽縣、角陵縣、新安縣

北遂安左郡
- 南齊時置。治所不明。
  - 下轄領縣：東城縣、綏化縣、富城縣、南城縣、新安縣

新平左郡
- 南齊時置。治所不明。
  - 下轄領縣：平陽縣、新市縣、安城縣

宜人左郡
- 南齊時置。治所及領縣不明。

建安左郡
- 南齊時置。治所不明。
  - 下轄領縣：霄城縣

邊城郡
- 南齊時置，永明四年（485年）移屬豫州。治邊城（今河南省商城縣東）。
  - 下轄領縣：邊城縣、雩婁縣、史水縣、開化縣

建寧郡
- 南齊建元元年（479年）置，永明四年（485年）移屬豫州。治建寧（今湖北省麻城市西南）。
  - 下轄領縣：建寧縣、陽城縣

齊昌郡
- 南齊建元年間（479-482）置，永明四年（485年）移屬豫州。治齊昌（今湖北省蘄春縣西南）。
  - 下轄領縣：齊昌縣、陽塘縣、保城縣、永興縣

### 梁
南朝梁郢州，下領江夏郡、沔陽郡、營陽郡、州城郡、武昌郡、建安郡、上雋郡、巴陵郡、夜郎郡及西陽郡、南陽郡2個實土僑郡。

### 陳
南朝陳初，郢州為王琳所據。天嘉元年（560年）二月陳朝太尉侯瑱敗王琳，三月梁主蕭莊所署郢州刺史孫瑒舉州投降。下領江夏郡、上雋郡（舊屬雋州，560年隸之）、武昌郡、齊安郡（579年為北周攻沒）、西陽僑郡（579年為北周攻沒）。

## 長官
宋郢州刺史（454年－479年）
- 蕭思話（454年－455年）
- 劉秀之（455年－456年）
- 孔靈符（456年－459年）
- 王玄謨（459年－460年）
- 劉子綏（460年－466年）[1]
- 沈攸之（466年）
- 劉襲（466年－467年）
- 蔡興宗（467年－469年）
- 沈攸之（469年－472年）[2]
- 劉秉（472年）
- 劉燮（473年－477年）[3]
- 劉翽（未就任，477年）
- 劉贊（477年）
- 黃回（477年－478年）
- 李安民（478年－479年）
- 蕭順之（479年）[4]

齊郢州刺史（479年－502年）
- 蕭順之（479年－480年）
- 蕭鸞（480年－482年）[5]
- 蕭子卿（482年－483年）
- 蕭緬（483年－487年）
- 沈文季（487年－489年）
- 蕭子真（489年－494年）[6]
- 蕭銶（494年）[7]
- 蕭遙昌（未就任，494年）[8]
- 蕭寶玄（494年－498年）
- 劉暄（498年）[9]
- 蕭寶夤（498年－500年）
- 張沖（500年－501年）
- 程茂（501年）[10]
- 曹景宗（502年）[11]

梁郢州刺史（502年－560年）
- 曹景宗（502年－505年）
- 蕭恢（505年－511年）
- 蕭綜（511年－514年）
- 蕭秀（514年－517年）[12]
- 蕭元簡（517年－519年）
- 蕭象（519年－520年）[13]
- 蕭昺（520年－523年）[14]
- 元樹（525年－530年）
- 元法僧（532年－535年）[15]
- 蕭大心（535年－540年）[16]
- 蕭綸（540年－546年）[17]
- 蕭恪（546年－550年）
- 蕭方諸（550年－551年）[18]
- 蕭韶（551年－553年）[19]
- 歐陽頠（未就任，553年）[20]
- 陸法和（553年－555年）[21]
- 張彪（555年）
- 蕭循（555年－556年）[22]
- 徐度（556年）
- 王琳（557年－558年）[23]
- 孫瑒（559年－560年）[24]

陳郢州刺史（560年－589年）
- 章昭達（561年－563年）
- 沈恪（563年－565年）
- 程靈洗（565年－568年）[25]
- 黃法𣰋（568年－570年）[26]
- 錢道戢（570年－573年）[27]
- 李綜（573年）
- 淳于量（574年－575年）
- 陳叔堅（未就任，575年）
- 陳叔卿（575年－576年）
- 陳叔堅（576年－578年）
- 孫瑒（578年－580年）[28]
- 陳慧紀（580年－584年）[29]
- 荀法尚（？－589年）[30]
- 陳嶷（未就任，588年－589年）[31]